# Nothotsuga
Nothotsuga er en slægt fra det subtropiske Kina. Den står tæt på Hemlock-slægten. Der er kun én art:
| Arter |

- Almindelig Nothotsuga (Nothotsuga longibracteata)

| Træ | Spire Denne artikel om træer er en spire som bør udbygges. Du er velkommen til at hjælpe Wikipedia ved at udvide den. |